# HD 127821
HD 127821，又名BD+63 1136，SAO 16406、HR 5436，是一颗恒星，视星等为6.09，位于銀經105.61，銀緯50.47，其B1900.0坐标为赤經14h 28m 23.4s，赤緯+63° 50.47′ 40″。